# Nightmare (Supernatural)
Nightmare is de veertiende aflevering van de televisieserie  Supernatural, die  op 7 februari 2006 voor het eerst werd uitgezonden op  The WB Television Network. De aflevering is geschreven door Sera Gamble en Raelle Tucker en werd geregisseerd door Phil Sgriccia. Sam krijgt weer een nachtmerrie die uitkomt. Als hij het incident onderzoekt komt hij erachter dat hij niet enige is met speciale gaven.

## Verhaallijn
Sam heeft een nachtmerrie waarin hij een man ziet die vast is komen te zitten in zijn garage en vervolgens stikt doordat de auto aan blijft. Hij wordt wakker en informeert Dean dat ze moeten proberen om te voorkomen dat dit echt gebeurt. Met behulp van de kenteken op de auto in de droom van Sam, weten ze de eigenaar te vinden in Saginaw, Michigan. Ze komen net als de paramedicus het lichaam van Jim Miller verwijderen uit de garage. De politie gaat ervan uit dat hij zelfmoord pleegde, maar Sam denkt dat er iets bovennatuurlijk aan de hand is.
De volgende dag vermommen de broers zich als priesters en ze bezoeken het huis van Jim. Daar spreken ze met Roger en Alice Miller. Sam praat met Max Miller, maar net als zijn moeder meldt hij dat alles normaal was. Dean doorzoekt het huis met de EMF meter, maar vindt geen bewijs van het bovennatuurlijke. Terug in het motel, onderzoeken de broers de geschiedenis van het huis tot Sam een pijnlijke visie krijgt van Roger Miller die wordt onthoofd door zijn keukenraam. Ze haasten zich naar zijn appartement waar ze Roger proberen te waarschuwen. Hij negeert ze en wordt kort daarna gedood op precies dezelfde wijze als dat Sam zag in zijn visie.
Sam en Dean gaan terug naar het huis van de Millers. Daar praten ze wederom met Max Miller. Max wordt boos als hij over hun oude huis praat. Sam en Dean bezoeken zijn oude huis. Een buurman vertelt hen dat Max vroeger ernstig werd mishandeld door zijn vader en oom, en dat Alice nooit iets deed om het te stoppen. Plotseling heeft Sam nog een visioen, dit keer van Max die een mes laat zweven en zijn moeder neersteekt. Ze haasten zich naar het huis en vinden Max en Alice in de keuken, waar de gebeurtenissen in de visie van Sam plaatsvindt. Max ziet dat Dean een pistool heeft en gebruikt zijn kracht om het onder zijn controle te nemen. Sam overtuigt Max om Dean en Alice naar boven te laten gaan terwijl ze praten.
Sam probeert Max te overreden om zijn stiefmoeder te laten leven, maar Max is boos. Hij vertelt hem dat zij nooit heeft geprobeerd om de mishandelingen tegen te houden. Hij onthult ook dat zijn moeder op dezelfde wijze is gestorven als die van Sam. Max gebruikt daarna zijn kracht om Sam in een kast op te sluiten door een kast voor de deur te plaatsen. Sam krijgt weer een visie waarin Dean wordt gedood door Max. In antwoord op deze gruwelijke beelden gebruikt hij telekinese om te ontsnappen. Sam is in staat om Dean te redden, maar Max schiet zichzelf dood.
Als ze zich voorbereiden om de stad te verlaten, onthult Sam dat hij de meubels voor de kast met zijn gedachten verplaatsten. Dean verzekert Sam dat alles goed zal komen, maar hij is duidelijk ongerust.

## Rolverdeling
| Acteur           | Personage       |
| ---------------- | --------------- |
| Jared Padalecki  | Sam Winchester  |
| Jensen Ackles    | Dean Winchester |
| Beth Broderick   | Alice Miller    |
| Brendan Fletcher | Max Miller      |
| Avery Raskin     | Roger Miller    |
| Cameron McDonald | Jim Miller      |
| Fred Keating     | Buurman         |
| Susinn McFarlen  | Buurvrouw       |
| Dalias Blake     | Politieagent    |

## Muziek
"Two Plus Two" van The Bob Seger System

"Lucifer" van The Bob Seger System